# Dendrobium toppiorum
Dendrobium toppiorum là một loài thực vật có hoa trong họ Lan. Loài này được A.L.Lamb & J.J.Wood mô tả khoa học đầu tiên năm 2008.